# Éric Chevillard
 (mai 2010).
Si vous disposez d'ouvrages ou d'articles de référence ou si vous connaissez des sites web de qualité traitant du thème abordé ici, merci de compléter l'article en donnant les références utiles à sa vérifiabilité et en les liant à la section « Notes et références ».
Pour les articles homonymes, voir Chevillard.
Éric Chevillard, né le 18 juin 1964 à La Roche-sur-Yon, est un écrivain français.

## Biographie
Ancien élève de l'École supérieure de journalisme de Lille (61e promotion),, Éric Chevillard fut tout d'abord remarqué pour son appartenance à un groupe d'écrivains publiés par Les Éditions de Minuit à partir des années 1980, dont Jean Echenoz, Jean-Philippe Toussaint ou François Bon.
D'un ton souvent incongru, faussement désinvolte, le style de Chevillard se plaît à détourner les conventions linguistiques et à faire jaillir, de situations apparemment anodines ou anecdotiques, les événements les plus absurdes afin de mettre en question les fausses évidences sur lesquelles repose notre rapport au monde et aux choses. Depuis 1987, il a publié une quinzaine de romans aux Éditions de Minuit, dont Un fantôme (1995), Les Absences du capitaine Cook (2001), Oreille rouge (2005), Démolir Nisard (2006), Sans l'orang-outan (2007) et Choir (2010).
Plusieurs de ses romans ont été récompensés : prix Fénéon pour La Nébuleuse du crabe, prix Wepler pour Le Vaillant Petit Tailleur, etc. Il a reçu en 2014 le prix Alexandre-Vialatte pour l’ensemble de son œuvre.
En marge de son travail romanesque, il a aussi publié trois volumes de textes brefs ainsi qu'un essai poétique inspiré par la peinture de Gaston Chaissac.
À partir d'août 2011, il relève, dans les pages du Monde des livres, la tradition du « feuilleton » tombée en désuétude. Il interrompt sa collaboration en juin 2017.
Dans Défense de Prosper Brouillon, Éric Chevillard reprend des éléments de ses chroniques littéraires afin d'épingler vingt écrivains à travers le personnage fictif éponyme. L'éloge ironique de Prosper Brouillon compose en négatif un manifeste contre la mauvaise littérature, au style pesant ou absent, commise par des auteurs accusés de se complaire aux attentes du public.

## Publications

### L'Autofictif
Depuis le 18 septembre 2007, Éric Chevillard a ouvert un blog nommé L'Autofictif dans lequel il écrit quotidiennement trois petits billets ou fragments de 2 à 8 lignes. Le blog est présenté sous la forme d'un journal extime fait d'éclats de littérature. Chevillard utilise Internet comme une occasion de renouvellement de formes et non comme contrainte : quelque chose entre le fictif et l'autofictionnel. Éric Chevillard a rapidement pris goût à cette forme d'intervention dans le deuxième monde que constitue l'internet et à « ces petites écritures libres de toute injonction ».
Dans l'autofictif, sorte d'autoportrait sans pour autant être une autobiographie, un personnage ne parlant pas l'anglais, mal adapté au monde, ne conduisant pas de voiture est dessiné par le je de l'autofiction. Cependant, Chevillard en tant qu'auteur se fait basculer en tant que personnage à travers un univers fictif, celui de ses romans, où se rencontre toutefois le réel. Ses univers de fiction sont créés à partir de trois principes : la méfiance envers la langue, un angle inédit sur le monde et l'absence du moindre préjugé. Éric Chevillard devient ainsi un personnage parmi ses propres personnages, car l'autofiction n'esquisse, tout au plus, que les contours de son auteur effectif.
En janvier 2009, les éditions L'Arbre vengeur publient le premier volume de ce journal (L'Autofictif, septembre 2007-septembre 2008). Paraissent ensuite un second volume, en janvier 2010, sous le titre L'Autofictif voit une loutre (septembre 2008-septembre 2009), puis un troisième volume en janvier 2011, sous le titre L'Autofictif père et fils (septembre 2009-septembre 2010). Ces livres reprennent sans modification les textes publiés une première fois en ligne, qui sont alors effacés du blog. L'entreprise éditoriale se poursuit depuis plus de dix ans.

Éric Chevillard en dit ceci : 

« Ces pages publiées ici sans retouches, parce qu'un livre sera toujours le terme logique de mes entreprises, pourront être lues comme la chronique nerveuse ou énervée d'une vie dans la tension particulière de chaque jour. »

Dans ce livre, l'univers de Chevillard est bien présent : confrontation de l'esprit logique avec des réalités absurdes, voire impossibles ; la question de l'actualité ; la référence à une œuvre passée ; ou encore des réflexions sur l'écriture dans le monde littéraire contemporain, sur un ton ironique, mais aussi avec autodérision. Cette expérience lui est plaisante, car l'impact et la résonance de ses fragments, de ses aphorismes diffèrent selon qu'ils sont lus sur le blog ou dans le livre.
Une partie de ces « brèves » a été publiée dans le magazine indépendant Le Tigre.

#### Volumes parus
Tous aux éditions L'Arbre vengeur
- L'Autofictif - Journal 2007-2008, 2009
- L'Autofictif voit une loutre - Journal 2008-2009, 2010
- L'Autofictif père et fils - Journal 2009-2010, 2011
- L'Autofictif prend un coach - Journal 2010-2011, 2012
- L'Autofictif croque un piment - Journal 2011-2012, 2013
- L'Autofictif en vie sous les décombres - Journal 2012-2013, 2014 (prix Alexandre Vialatte)
- L'Autofictif au petit pois - Journal 2013-2014, 2015
- L'Autofictif doyen de l'humanité - Journal 2014-2015, 2016
- L'Autofictif à l'assaut des cartels - Journal 2015-2016, 2017
- L'Autofictif ultraconfidentiel - Journal 2007-2017, 2018 (intégrale des dix années avec la dixième année inédite)
- L'Autofictif et les trois mousquetaires - Journal 2017-2018, 2019
- L'Autofictif incendie Notre-Dame - Journal 2018-2019, 2020
- L'Autofictif repousse du pied un blaireau mort - Journal 2019-2020, 2021
- L'Autofictif nu sous son masque - Journal 2020-2021, 2022
- L'Autofictif selon Proust - Journal 2021-2022, 2023
- L'Autofictif sans égards pour le lecteur sensible - Journal 2022-2023, 2024

### Autres œuvres
- Mourir m'enrhume, Minuit, 1987
- Le Démarcheur, Minuit, 1988
- Palafox, Minuit, 1990
- Le Caoutchouc décidément, Minuit, 1992
- La Nébuleuse du crabe, Minuit, 1993 (prix Fénéon)
- Préhistoire, Minuit, 1994
- Un fantôme, Minuit, 1995
- Au plafond, Minuit, 1997
- L'Œuvre posthume de Thomas Pilaster, Minuit, 1999
- Les Absences du capitaine Cook, Minuit, 2001
- Du hérisson, Minuit, 2002
- Le Vaillant Petit Tailleur, Minuit, 2004 (prix Wepler)
- Scalps, Éditions Fata Morgana, 2004
- Oreille rouge, Minuit, 2005
- D'attaque, Argol, 2006
- Démolir Nisard, Minuit, 2006 (prix Roger-Caillois)
- Commentaire autorisé sur l'état de squelette, Éditions Fata Morgana, 2007
- Sans l'orang-outan, Minuit, 2007
- Dans la zone d'activité, Dissonances, graphisme par Fanette Mellier, 2007 ; réédition : publie.net, 2008 ; Éditions Fata Morgana, dessins de Philippe Favier, 2014[6]
- En territoire cheyenne, Éditions Fata Morgana, illustrations de Philippe Favier, 2009
- La Vérité sur le salaire des cadres, Le Cadran ligné, 2009
- Choir, Minuit, 2010
- Dino Egger, Minuit, 2011 (prix Virilo 2011[7])
- Iguanes et Moines, Éditions Fata Morgana, 2011
- Si la main droite de l'écrivain était un crabe[8], publie.net, 2011
- L'Auteur et Moi, Minuit, 2012
- La Ménagerie d'Agathe, ill. de Frédéric Rébéna, Hélium, 2013
- Péloponnèse, Éditions Fata Morgana, 2013
- Le Désordre azerty, Minuit, 2014 (prix François-Billetdoux de la Scam)
- Dans la zone d'activité, Éditions Fata Morgana, 2014
- Juste ciel, Minuit, 2015
- Les Théories de Suzie, avec Jean-François Martin, Hélium, 2015
- Ronce-Rose, Minuit, 2017
- Détartre et désinfecte, Éditions Fata Morgana, 2017
- Défense de Prosper Brouillon, Noir sur Blanc, 2017
- Feuilleton, La Baconnière, 2018
- L'Explosion de la tortue, Minuit, 2019
- Aquarelles de guerre, Maison des Arts de Bages et Bernard Chauveau éditeur, illustrations de Philippe Favier, 2019
- Prosper à l’œuvre, Noir sur Blanc, 2019
- Monotobio, Minuit, 2020
- Chimères de rouille et de poussière, Maison des Arts de Bages et Bernard Chauveau éditeur, illustrations de Lionel Sabatté, 2020
- Zoologiques, collages de Philippe Favier, Éditions Fata Morgana, 2020
- Sine die, L'Arbre Vengeur, 2021
- L'Arche Titanic, Stock, collection Ma nuit au musée, 2022

- La chambre à brouillard, Minuit, 2023
- Chiens écrasés, illustré de gravures de J.-J. Grandville, agrémenté de Considérations sur Félix Fénéon, éditions Mexico, 2024

#### Livres illustrés
- Ailes, avec des peintures d'Alain Ghertman, Éditions Fata Morgana, 2005
- Départs, avec des gravures de Michel Potage, Éditions Fata Morgana, 2011
- En guerre, avec des peintures de Philippe Hélénon, Éditions Fata Morgana, 2018

En 2011-2012, des élèves du Laboratoire d'expérimentations graphiques de l'école Estienne ont réalisé des créations d'après des textes extraits de Dans la zone d'activité. Les ouvrages ont été conçus à partir d'un extrait de texte et réalisés par un ou plusieurs élèves, qui expérimentaient la sérigraphie, la lithographie et la typographie au plomb